# Gruppo Sportivo Fascista Pro Palazzolo 1940-1941
Questa voce raccoglie le informazioni riguardanti il Gruppo Sportivo Fascista Pro Palazzolo nelle competizioni ufficiali della stagione 1940-1941.

## Rosa
| N. |                   | Ruolo | Calciatore          |
| -- | ----------------- | ----- | ------------------- |
|    | Italia (bandiera) | D     | Giuseppe Barcella   |
|    | Italia (bandiera) |       | Angelo Belotti      |
|    | Italia (bandiera) |       | Gianni Belotti      |
|    | Italia (bandiera) |       | G. Bertoli          |
|    | Italia (bandiera) | D     | Secondo Bianchini   |
|    | Italia (bandiera) | A     | Luigi Biolghini     |
|    | Italia (bandiera) |       | A. Bonassi          |
|    | Italia (bandiera) |       | G. Cunegatti        |
|    | Italia (bandiera) | D     | Giovanni Felini     |
|    | Italia (bandiera) | D     | Giovanni Gasparini  |
|    | Italia (bandiera) | C     | Ettore Giorgi       |
|    | Italia (bandiera) | A     | Giovanni Grendene   |
|    | Italia (bandiera) | C     | Luigi Longhi        |
|    | Italia (bandiera) | P     | Francesco Maestroni |
|    | Italia (bandiera) |       | S. Martinengo       |

| N. |                      | Ruolo | Calciatore        |
| -- | -------------------- | ----- | ----------------- |
|    | Italia (bandiera)    | P     | Guerino Magri     |
|    | Italia (bandiera)    |       | B. Micheloni      |
|    | Italia (bandiera)    |       | U. Molinari       |
|    | Italia (bandiera)    |       | U. Morandi        |
|    | Italia (bandiera)    |       | F. Mussinelli     |
|    | Argentina (bandiera) | C     | Pedro Pompei      |
|    | Italia (bandiera)    | A     | Giovanni Prevosti |
|    | Italia (bandiera)    |       | A. Redolfi        |
|    | Italia (bandiera)    | C     | Umberto Renica    |
|    | Italia (bandiera)    | D     | Giuseppe Scalvi   |
|    | Italia (bandiera)    | C     | Giuseppe Svanetti |
|    | Italia (bandiera)    | D     | Andrea Treccani   |
|    | Italia (bandiera)    |       | S. Urgnani        |
|    | Italia (bandiera)    | C     | Fausto Venturini  |
|    | Italia (bandiera)    |       | P. Zanni          |